# Listă de sinucigași în România
Aceasta este o listă de sinucigași în România:

## Artiști
- Roxana Briban
- Mădălina Manole
- Mălina Olinescu
- Tony Ray (Radu Lefter) [1]

## Sportivi
- Costică Ștefănescu
- Lucian Bălan

## Scriitori
- Anișoara Odeanu
- Urmuz

## Politicieni
- Grigore Alexandru Ghica, fost domnitor al Moldovei, s-a sinucis la Paris, în 1857, după ce a fugit din țară atunci când rușii au intrat în Moldova
- Gheorghe I. Brătianu (1898 - 1953) a fost un istoric și om politic român, profesor universitar, membru al Academiei Române
- Chivu Stoica a fost premierul României în perioada 1955-1961 și Președinte al Consiliului de Stat al Republicii Socialiste România în perioada 24 martie 1965 - 9 decembrie 1967
- Ioan Totu (1931 - 1992, București), fost demnitar al regimului comunist din România
- Vasile Milea, politician și general de armată român, s-a împușcat în cap pe 22 decembrie 1989
- Marin Ceaușescu, fratele mai mare a lui Nicolae Ceaușescu. Pe 28 decembrie 1989, după trei zile de la executarea fratelui său, a fost găsit spânzurat în subsolul ambasadei României din Viena.
- Mircea Stănescu, deputat, s-a sinucis pe 5 ianuarie 2009

## Oameni de afaceri
- Mihai Erbașu s-a aruncat de la etaj